# Ricardo Cairoli
Ricardo Antonio Cairoli (Buenos Aires, 30 de enero de 1921 - ibídem, 15 de abril de 1998) fue un contador público, economista, banquero y empresario argentino, que ocupó importantes cargos en el Banco Central de la República Argentina, alcanzando la gerencia general y más tarde la presidencia de la entidad a mediados de la década de 1970. Fue integrante del directorio del Fondo Monetario Internacional.

## Reseña
Ricardo Cairoli fue Doctor en Ciencias Económicas por la Universidad de Buenos Aires. Inició su carrera en el Banco Central de la República Argentina en 1947, desempeñándose como administrativo contable. En 1974, bajo el gobierno de María Estela Martínez de Perón se convierte en presidente de dicha entidad.
En el ámbito privado fue junto a Egidio Ianella uno de los fundadores de la filial argentina de VISA en 1981. También presidió el Banco de Crédito Argentino entre 1986 y 1991. En 1990 fundó la Corporación Capital Markets Argentina, de la que fue director y cuya gestión fue continuada por su esposa e hijos.

## Vida personal
Casado con Haydeé Morteo, con quien tuvo dos hijos, Graciela y Pablo Cairoli, quienes continuaron ligados al sector financiero tras su fallecimiento, en Buenos Aires, el 15 de abril de 1998, a los 77 años de edad.

## Reconocimientos
Desde 2011, un aula del Edificio Alcorta de la Universidad Torcuato Di Tella lleva su nombre.